# Виктор II Фридрих (Анхалт-Бернбург)
Виктор Фридрих II фон Анхалт-Бернбург (на немски: Viktor Friedrich von Anhalt-Bernburg; * 20 септември 1700 в Бернбург; † 18 май 1765 също там) от род Аскани е от 1721 до 1765 г. управляващ княз на Анхалт-Бернбург.
Той е син на княз Карл Фридрих (1668 – 1721) и съпругата му София Албертина фон Золмс-Зоненвалде (1672 – 1708), дъщеря на граф Георг Фридрих фон Золмс-Зоненвалде.
Виктор Фридрих II се жени на 25 ноември 1724 г. в дворец Десау за Луиза фон Анхалт-Десау (1709 – 1732), дъщеря на княз Леополд I фон Анхалт-Десау. Тя умира един месец след раждане на единстврното си дете. На 22 май 1733 г. Виктор Фридрих се жени втори път в Потсдам за Албертина (1712 – 1750), дъщеря на маркграф Албрехт Фридрих фон Бранденбург-Швет. Два месеца след смъртта на втората му съпруга той се жени трети път на 13 ноември 1750 г. (морганатичен брак) за Констанца Шмидт. През 1752 г. тя му ражда дъщеря и князът я издига на благородничка с титлата фон Бер.

## Деца
Деца от първия брак от 1724 г. с принцеса Луиза фон Анхалт-Десау (1709 – 1732):
- София Луиза (1732 – 1786)

∞ 1753 граф Фридрих фон Золмс-Барут (1725 – 1787)
Деца от втория брак от 1733 г. с принцеса Албертина фон Бранденбург-Швет (1712 – 1750):
- Фридрих Албрехт (1735 – 1796), княз на Анхалт-Бернбург

∞ 1763 принцеса Луиза фон Шлезвиг-Холщайн-Зондербург-Пльон (1748 – 1769)
- Шарлота Вилхелмина (1737 – 1777)

∞ 1760 княз Христиан Гюнтер III фон Шварцбург-Зондерсхаузен (1736 – 1794)
- Мария Каролина (*/† 1739)
- Фридерика Августа София (1744 – 1827)

∞ 1764 княз Фридрих Август фон Анхалт-Цербст (1734 – 1793)
- Христина Елизабет Албертина (1746 – 1823)

∞ 1762 княз Август II фон Шварцбург-Зондерсхаузен (1738 – 1806)
Деца от третия брак от 1750 г. с Констанца Шмидт, от 1752 г. фон Бер:
- Фридерика Вилхелмина фон Баер (1752 – 1820)

∞ 1768 граф Ото Хайнрих фон Золмс-Зоненвалде (1740 – 1814)